# Edward Tyng

Armoiries d'Edward Tyng

Edward Tyng (1683–1755) est un officier de marine britannique, capitaine des batteries et des fortifications de Boston et commandant du premier navire de guerre du Massachusetts, le Prince of Orange (1740). Il est le gendre de Cyprian Southack (en).
Il est le fils d'Edward Tyng (en), qui pendant la guerre du roi Guillaume, commande le fort Loyal (en) et le fort William Henry (en) et devient plus tard gouverneur de l'Acadie, avant d'être fait prisonnier lors de la bataille navale de Saint-Jean (1691) (en).
Pendant la guerre du roi George, il brise le siège d'Annapolis Royal mené par la milice micmac (en), puis par les Français et les Acadiens en 1744 et de nouveau l'année suivante (1745). En tant que commodore de la flotte, Tyng dirige 13 navires armés et environ 90 transports lors du siège réussi de Louisbourg (1745). Il participe à la capture du Vigilant (en) et à la destruction de Port-Dauphin (Nouvelle-Écosse) en juin 1745.
Son fils, le colonel William Tyng, est soldat dans l'armée britannique,.

## Galerie

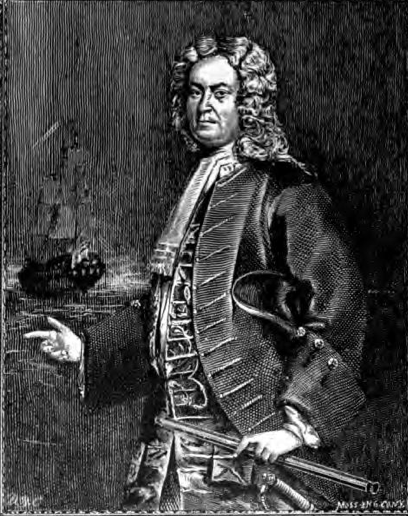
Commodore Edward Tyng par Joseph Blackburn
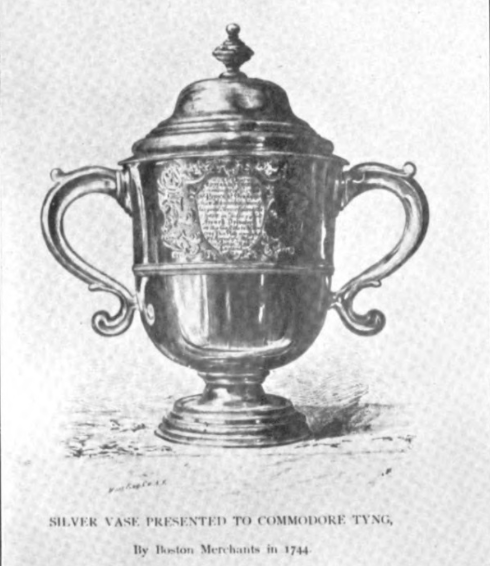
Coupe d'argent offerte à Edward Tyng par les marchands de Boston pour avoir vaincu le capitaine Joannis-Galand d'Olabaratz, le premier corsaire français au large des côtes de Boston, 24 juin 1744
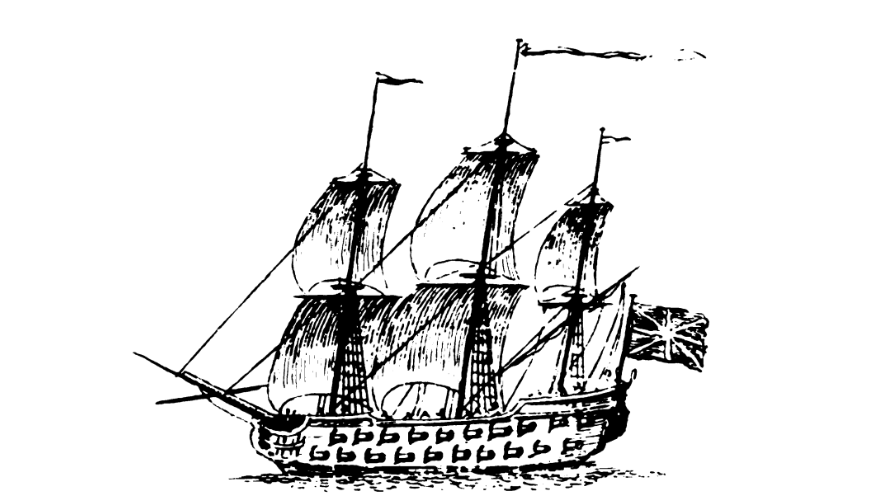
Frégate Massachusetts commandée par Tyng, navire amiral durant le siège de Louisbourg (1745)